# Могилянка
Могилянка — левый приток реки Уж, протекающий по Коростенскому району (Житомирская область).

## География
Длина — 16 км. Площадь бассейна — 130 км². Является магистральным каналом осушительной системы, созданной в верховье реки. Служит водоприёмником  системы каналов. В верховье русло выпрямлено в канал (канализировано) шириной 5 и глубиной 2 м, дно песчаное.
Берёт начало с системы каналов севернее села Радогоща. Река течёт на юго-восток. Впадает в реку Уж (на 181-м км от её устья) в селе Полесское. 
Пойма занята болотами и лугами. 
Населённые пункты на реке (от истока к устью):
Бывший Лугинский район
1. Радогоща

Коростенский район — Коростенская городская община
1. Дружбовка
2. Давыдки
3. Выгов
4. Краснополь
5. Полесское